# مامایه کولیبالی
مامایه کولیبالی (انگلیسی: Mamaye Coulibaly؛ زادهٔ ۱۳ دسامبر ۱۹۹۹) بازیکن فوتبال اهل مالی است.
وی همچنین در تیم ملی فوتبال مالی بازی کرده است.